# Агіла II
Агіла II (695— 716) — король вестготів у 711-714 роках. Намагався протидіяти арабському вторгненню.

## Життєпис
Походив з династії Хінтіли. Син короля Вітіци. Втім низка вчених висловлюють сумнів в цьому. Про дату народження Агіли немає відомостей. У 708 році Вітіца оголосив його своїм співволодарем, проти чого виступила частина знаті, але повстання було придушене.
У 710 батько відправив Агілу на придушення повстання в області басків. Того року король помер, а новим став Родеріх. З цим не погодився Агіла, якого підтримали брати та стрийки, частина вестготської знаті. Втім війська Агіли зазнали поразки. Тому він замирився з Родеріхом, визнавши того королем. Натомість рід Вітіци зберіг маєтності та соціальний статус.
У 711 після поразки й загибелі короля Родеріха, Агілу в Толедо коронували королем. Утім його спроби протистояти арабській навалі виявилися невдалими: було завдано поразки вестготам біля Меріди. Надалі Агіла II контролював лише Тарраконську Іспанію, Септиманію, Кантабрію, Астурію та Галецію, тобто північні області Вестготського королівства (центр та південь захопили араби).
Протягом 712 війська Агіли II зазнали низки невдач, було втрачено Севілью. У 713 році араби захопили Меріду та Сарагосу, а також більшу частину Тарраконської Іспанії. У 714 році поблизу Леріди королівські війська зазнали поразки. Ймовірно в цій битві загинув сам Агіла II. Владу успадкував його брат Ардо. За іншими відомостями у 714 році зрікся трону, перебрався до Толедо, де визнав владу арабів й спокійно жив до самої смерті у 716 році.